# Мазур Андрій Михайлович
Андрій Мазур (9 серпня 1973-22 жовтня 2024) – український військовослужбовець, вчитель історії, захисту України та основи здоровʼя у Львівській лінгвістичній гімназії.

## Життєпис
Андрій народився 9 серпня 1973 року. 
Навчався у Львівській загальноосвітній школі І-ІІІ ступенів №43 Львівської міської ради Львівської області. Здобув вищу освіту на історичному факультеті Львівського національного університету імені Івана Франка.
Після завершення навчання працював у Середній загальноосвітній школі №22 ім. В.С. Стефаника м. Львова. Викладав історію, захист України та основи здоровʼя у Львівській лінгвістичній гімназії.
Андрій Мазур займався спортивним туризмом, був кандидатом у майстри спорту та керівником гуртка у Львівському обласному Центрі краєзнавства екскурсій та туризму учнівської молоді.
Із перших днів повномасштабного вторгнення Росії став на захист держави від окупантів до лав 5-го прикордонного Сумського загону Східного регіонального управління Державної прикордонної служби України.
Загинув 22 жовтня 2024 року.
Прощання із захисником України відбулося 28 жовтня у Гарнізонному храмі святих апостолів Петра і Павла, а потім на площі Ринок. Поховали військовослужбовця на Личаківському кладовищі.
В нього залишилися дружина, двоє дітей та брат.

## Спогади учнів про Андрія Мазура
Учні з теплотою згадують свого вчителя:
«Пам’ятаю Андрія Михайловича завжди усміхненим, завзятим. Його дописи-звіти про різні змагання часто починалися словами “Урааа!”, “Це було драйвово!”, “Відмінний результат!”. Він заряджав дітей своєю енергією. Вони ходили з ним “стежками героїв”.. Він був взірцем, прикладом гідності…Дуже боляче від втрати. Нехай спочиває з Богом!», – написала Людмила Боднарчук на сторінці у Фейсбуці.
«Один з найчудовіших викладачів. Честь і вічна памʼять»
«Це був прекрасний вчитель, так багато навчив життєвого, ситуаційного, ділився досвідом, знаннями, цікавими розповідями. До нього завжди цікаво приходити… була впевненість, що він точно знає як жити це життя і виходити з будь-якої ситуації, долати труднощі і перемагати, не падати духом. Віддав найцінніше за нас. Світла пам’ять»
«Пам'ятаю уроки ОБЖД Андрія Михайловича, кожного разу було цікаво і весело, такий щирий, простий і завжди енергійний, ми ним захоплювались, дякую за захист і Вічна шана і пам'ять!»